# Baldo degli Ubaldi (Roms tunnelbana)
Baldo degli Ubaldi är en station på Roms tunnelbanas Linea A. Stationen är belägen vid Via Baldo degli Ubaldi i området Aurelio i västra Rom. Stationen, som togs i bruk den 1 januari 2000, är uppkallad efter den italienske juristen Baldo degli Ubaldi. Stationen är anpassad för funktionshindrade personer.
Stationen Baldo degli Ubaldi har:
- Biljettautomater
- WC
- Rulltrappor

## Kollektivtrafik
- Busshållplats för ATAC

## Omgivningar
- Istituto Dermatologico dell'Immacolata